# Edwin Cardona
Pour les articles homonymes, voir Cardona (homonymie).
Edwin Andrés Cardona Bedoya, né le 8 décembre 1992 à Medellín, est un joueur de football colombien évoluant au poste de milieu de terrain. Il joue actuellement à l'Atlético Nacional.

## Biographie
Edwin Cardona participe avec la sélection colombienne des moins de 20 ans au championnat des moins de 20 ans de la CONMEBOL en 2011. Lors de la compétition, il inscrit notamment un doublé contre le Paraguay.

## Palmarès

### En équipe nationale
- Vainqueur du Tournoi de Toulon en 2011 avec l'équipe de Colombie des moins de 20 ans.
- Meilleur buteur du championnat de la CONMEBOL des moins de 17 ans en 2009 avec l'équipe de Colombie des moins de 17 ans.

### En club
- Vainqueur du Tournoi d'Ouverture du championnat de Colombie en 2011 et 2014 avec l'Atlético Nacional ; en 2012 avec l'Independiente Santa Fe.
- Vainqueur de la Coupe Eusébio en 2015 avec le CF Monterrey.
- Championnat d'Argentine en 2018 avec Boca Juniors.